# Clara Alonso
Clara Alonso (Madrid; 21 de septiembre de 1987) es una modelo española. Ha sido el rostro de campañas publicitarias de firmas como Guess y Armani Exchange.

## Carrera
Alonso dio su salto internacional al terminar sus estudios. Una vez finalizados y tras coincidir con John Pfeiffer (prestigioso director de ‘casting’ para desfile tan destacados como los de Dior y Donna Karan), llenó su agenda con sus primeros trabajos en el extranjero. En Florencia, Diane von Fürstenberg la quiso en su desfile de la colección ‘Crucero 2008-2009’, y meses después la requirió en Nueva York para la presentación de sus propuestas para primavera-verano 2009. En la Gran Manzana, también tuvo la oportunidad de trabajar para Custo Barcelona.
Clara Alonso fue parte de la pasarela de Victoria’s Secret Fashion Show el 15 de noviembre de 2008 en Miami. Al ser elegida como la única modelo española del desfile de la firma Victoria's Secret desde 1999 (las otras modelos fueron Helena Barquilla en 1995, Esther Cañadas en 1997 y Eugenia Silva en 1998-99), se ha convertido en la nueva 'top model' española. 
Clara ganó el Premio L´Oreal como mejor modelo para Cibeles otoño-invierno 2010. Y aparece en el anuncio televisivo para la fragancia Agua Fresca de Rosas de Adolfo Domínguez. Modela ropa interior para Guess y protagoniza en Armani Exchange primavera 2011 al lado de su compatriota Alejandra Alonso y otros modelos como Simon Nessman, Marlon Teixeira, y Fransico Lachowski. En 2014, Alonso fue el rostro de la nueva línea de productos Triumph Essence para el fabricante de lencería Triumph International.
Clara nunca se planteó ser modelo y fue algo a donde los caminos de la vida la llevaron. 'Mi carrera ha sido muy corta, pero muy intensa', señala la propia modelo. Alonso define así su estilo: 'Me gusta por ir 'sport', pero chic. Unos 'jeans' nunca pueden faltar en mi maleta y, aunque soy muy coqueta, no suelo maquillarme mucho'.
Por otra parte, Clara Alonso ha protagonizado el videoclip de la canción Frío, perteneciente al disco ¿Y ahora qué hacemos? del grupo español Jarabe de palo. Tuvo un blog en Vogue España aunque decidió abandonarlo.

## Vida personal
En junio de 2017 contrajo matrimonio con el financiero Robert Serafin. En diciembre de 2020 se hizo público su primer embarazo. Ese mismo mes dio a luz a su hijo William.